# Chetogena trinitatis
Chetogena trinitatis là một loài ruồi trong họ Tachinidae.